# Ronroco
Il ronroco è uno strumento popolare, originario delle Ande boliviane. 
È costituito da un cordofono a cinque corde doppie, tre delle quali poste a intervalli di un'ottava. Le corde, originariamente di budello animale, sono attualmente in nylon. 
Il ronroco è parente stretto del più conosciuto charango, del quale adotta i principali tipi di accordatura. Rispetto a quest'ultimo è lievemente più grande e dispone di cassa più profonda. Molto diffuso fra gli indios di lingua aymarà e quetchua può essere utilizzato indifferentemente per uso ritmico, arpeggiato e solistico. Come il charango viene suonato esclusivamente con le dita e specie nell'utilizzo ritmico consente ai virtuosi velocità d'esecuzione strabilianti. 
Ha un timbro variegato dolce negli arpeggi e incisivo nel ritmo, dal colore più scuro e corposo rispetto al charango.